# Rune Jarstein
Rune Almenning Jarstein (Skien, Noruega, 29 de septiembre de 1984) es un exfutbolista noruego que jugaba en la posición de portero.

## Selección nacional
Fue internacional con la selección de fútbol de Noruega desde 2007.

## Clubes
| Club                | País     | Año       |
| ------------------- | -------- | --------- |
| Odd Grenland BK     | Noruega  | 2002-2007 |
| Rosenborg BK        | Noruega  | 2008-2010 |
| Viking Stavanger FK | Noruega  | 2010-2013 |
| Hertha de Berlín    | Alemania | 2014-2023 |